# Daniel Mobaeck
Kent Daniel Mobaeck, ursprungligen Mobäck, född 22 maj 1980 i Åtvids församling, Östergötlands län, är en svensk före detta fotbollsspelare. Han blev svensk mästare med Elfsborg 2006 och 2012.
Han har även spelat för moderklubben Edsbruks IF (tills han var tio år), Mörbylånga GoIF, Kalmar AIK och Kalmar FF. Han har gjort tre landskamper för Sverige, samtliga under landslagets januariturné i Sydamerika 2007.